# Homoneura angulata
Homoneura angulata är en tvåvingeart som beskrevs av Saskawa 1991. Homoneura angulata ingår i släktet Homoneura och familjen lövflugor. Inga underarter finns listade i Catalogue of Life.